# Кичкайлов, Александр Алексеевич
Александр Алексеевич Кичкайлов (10 сентября 1905, деревня Семёновка, Волковысский уезд, Гродненская губерния — 22 марта 1942, район дер. Кондуя, Тосненский район, Ленинградская область) — советский военачальник, генерал-майор (после смерти 3 мая 1942), участник Великой Отечественной войны.

## Биография
В 1924 году окончил 1-ю военно-инженерную школу в Ленинграде, в 1933 разведывательные Курсы усовершенствования начальствующего состава при Штабе РККА в Москве, в 1938 году Военную академию РККА им. М. В. Фрунзе.
В августе 1921 года поступил в Объединенную военную школу в Москве, был переведен в 1-ю Петроградскую военно-инженерную школу.
В марте 1931 года назначен командиром и политруком эскадрона 50-го кавалерийского полка, в июле 1932 года стал исполнять обязанности помощника начальника штаба 49-го кавалерийского полка.
После окончания курсов в Москве, был назначен начальником 2-й (разведывательной) части штаба 12-й кавалерийской дивизии Северо-Кавказского военного округа.
После окончания Военной академии РККА им. М. В. Фрунзе стал начальником 1-го (оперативного) отделения штаба 5-го кавалерийского корпуса Ленинградского военного округа. Принимал участие в польском походе Красной армии в Западную Украину в 1939 году и Бессарабию в 1940 году.
9 октября 1940 года стал начальником штаба 31-й кавалерийской дивизии 1-й Краснознаменной армии Дальневосточного фронта. С 1941 года был начальником штаба 59- й танковой дивизии 2-й Краснознаменной армии.
С началом Великой Отечественной войны в июле 1941 года полковник Кичкайлов был назначен начальником штаба 27-й отдельной кавалерийской дивизии в Московском военном округе. В сентябре был назначен начальником 1-го отделения и заместителем начальника оперативного отдела штаба 54-й отдельной армии. Будучи в составе Ленинградского фронта, войска этой армии вели наступательные бои с целью прорвать блокаду Ленинграда в районе Колпино. В октябре 1941 года Кичкайлов был командиром 294-й стрелковой дивизии, которая затем перешла в подчинение 8-й армии. 8 марта дивизия была переброшена в район деревни Шала и вошла в подчинение 54-й армии и участвовала в Любанской наступательной операции.
23 марта 1942 года полковник Кичкайлов погиб в бою в районе деревни Кондуя Тосненского района Ленинградской области. Согласно приказу НКО уже после смерти ему было присвоено звание генерал-майора.

## Награды
- Орден Красного Знамени (06.02.1942)[1]
- Юбилейная медаль «XX лет Рабоче-Крестьянской Красной Армии» (22.02.1938).